# Scopula privata
Scopula privata är en fjärilsart som beskrevs av Walker 1861. Scopula privata ingår i släktet Scopula och familjen mätare. Inga underarter finns listade.